# Esperanza Casteleiro
Esperanza Casteleiro Llamazares (Madrid, 18 de diciembre de 1956) es una funcionaria de inteligencia española, actual directora del Centro Nacional de Inteligencia desde 2022. Anteriormente, fue secretaria de Estado de Defensa entre 2020 y 2022. 
Casteleiro ha desarrollado casi toda su vida profesional en los servicios de inteligencia españoles, primero en el Centro Superior de Información de la Defensa (CESID) y posteriormente en el Centro Nacional de Inteligencia (CNI). Asimismo, ha desempeñado importantes cargos en el Ministerio de Defensa entre 2018 y 2022, primero como directora del Gabinete de la ministra de Defensa, Margarita Robles, y después como secretaria de Estado de Defensa.

## Biografía
Casteleiro nació en Madrid el 18 de diciembre de 1956. Se licenció en Filosofía y Ciencias de la Educación por la Universidad Complutense de Madrid, y ha realizado diversos cursos de formación en ámbitos de inteligencia y recursos humanos. Es considerada una experta en contraterrorismo y en la zona del Magreb.

### Carrera profesional
Casteleiro ingresó en el Centro Superior de Información de la Defensa (CESID) en 1983, que se transformó en el Centro Nacional de Inteligencia (CNI) en el año 2002. Ha ocupado diversos puestos centrales en las mencionadas agencias, llegando a encabezar la división de Contrainteligencia y la Jefatura del Área de Gestión de Recursos Humanos del CNI, y ha estado desplegada en el exterior en países como Cuba y Portugal.
En 2004 el Gobierno de José Luis Rodríguez Zapatero, con José Bono como ministro de Defensa, la nombró secretaria general del CNI, como número dos del director Alberto Saiz. Ocupó el cargo durante casi cuatro años, siendo sustituida en 2008 por Elena Sánchez, otra veterana de la agencia.
Tras su salida de la Secretaría General, Casteleiro volvió a ocupar diversos puestos de inteligencia exterior. En 2014 fue nombrada jefa de la unidad de inteligencia del CNI en el Centro de Inteligencia contra el Terrorismo y el Crimen Organizado (CITCO), cargo que ocupó hasta junio de 2018, cuando fue nombrada jefa del Gabinete de la ministra de Defensa, Margarita Robles.
A principios de 2020 se consideró por diversos medios como posible candidata a sustituir al director Félix Sanz Roldán como cabeza del CNI, sin embargo, el Gobierno nombró en su lugar a la entonces secretaria general de la agencia, Paz Esteban López. Igualmente, a mediados de 2020, tras la salida del SEDEF, Ángel Olivares, se rumoreó como posible sustituta. Su nombramiento se hizo oficial el 1 de julio de 2020.
En la reunión del 10 de mayo de 2022, el Consejo de Ministros la designó directora del CNI en sustitución de Paz Esteban López tras el escándalo del programa espía Pegasus.

## Distinciones
- Cruz de plata de la Orden del Mérito de la Guardia Civil.[10]
- Gran Cruz del Mérito Aeronáutico.[10]